# Didymocarpus nanophyton
Didymocarpus nanophyton är en tvåhjärtbladig växtart som beskrevs av Cheng Yih Wu och Hsi Wen Li. Didymocarpus nanophyton ingår i släktet Didymocarpus och familjen Gesneriaceae. Inga underarter finns listade i Catalogue of Life.